# New Life (Monica)
New Life è il settimo album discografico in studio della cantante statunitense Monica, pubblicato nel 2012.

## Tracce
1. New Life (Intro) (featuring Mary J. Blige) – 1:29 (Monica Brown, Cainon Lamb, Anthony Randolph, Raymond Gordon)
2. It All Belongs to Me (con Brandy) – 4:04 (Rico Love, Earl Hood, Eric Goudy II)
3. Daddy’s Good Girl – 4:39 (Love, Goudy II, Hood, Danny Morris)
4. Man Who Has Everything – 3:55 (Love, Goudy II, Hood, Pierre Medor)
5. Big Mistake – 3:49 (Lamb, Randolph)
6. Take a Chance (featuring Wale) – 3:44 (Love, Hood, Goudy II, Olubowale Akintimehin)
7. Without You – 4:09 (Jamal Jones, Mansur Zafr, India Boodram, Jazmyn Michel, Kesia Hollins)
8. Until It's Gone – 3:44 (Melissa Elliott, Lamb, Jazmine Sullivan, Randolph, Thomas Bell, Linda Epstein, Scott Sterling, Lawrence Parker)
9. Amazing – 4:03 (Jermaine Dupri, Bryan-Michael Cox, Crystal Johnson)
10. Cry – 3:44 (Salaam Remi, Sullivan)
11. Time to Move On – 4:29 (D. Smith)
12. New Life (Outro) – 0:58 (Lamb, Randolph, Gordon, Brown)